# شكيم بن حمور
شكيم هو رجل مذكور بالاسم في التوراة أو العهد القديم وهو من الكنعانيين.
قتله أبناء يعقوب  مع والده حمور لأن شكيم اعتدى على دينة بنت يعقوب.